# 奇納科查湖
13°54′56″S 72°42′52″W / 13.91556°S 72.71444°W
奇納科查湖（Chinaqucha），是秘魯的湖泊，位於該國南部阿普里馬克大區，由格羅省的庫爾帕瓦西區負責管轄，該湖泊處於奧爾科科查湖以東。